# Teatro Arsenale (La Spezia)
Il Teatro Arsenale è un piccolo teatro della La Spezia, costruito nel 1934 – 1935.

## Storia
Il Teatro Arsenale è stato costruito a margine dell'antica Piazza d'Armi spezzina, nel complesso del Circolo Ricreativo dei Dipendenti della Marina militare. 

Oltre al teatro, il circolo comprendeva una biblioteca, un bar, un teatro all'aperto, una pista per il pattinaggio, due campi da tennis e uno di pallacanestro, un giardino variamente piantumato e arricchito da alcune sculture .
Nonostante la ridotta importanza della città come base navale, anche nel dopoguerra il teatro continuò ad essere adibito a proiezioni cinematografiche e spettacoli di varietà, fino alla sua chiusura avvenuta nel 1990.
Di proprietà dello stato, il teatro è stato restaurato e oggi è adibito a centro di conferenze e congressi.

## Architettura
L'edificio, esempio di tipica architettura razionalista, si presenta con una facciata a due piani che, nella sua parte centrale si articola con un corpo semicilindrico prominente e raccordato alla scalinata semicircolare d’accesso. 
Nell'interno, dopo l'atrio e la biglietteria, un corridoio affiancato da ambienti di servizio conduce alla platea e alla scala per la galleria del piano superiore. 

La copertura dell'ampia sala ha la particolarità del tetto scorrevole per consentire il ricambio d’aria durante gli intervalli dello spettacolo.
L'edificio è recensito nel Catalogo dei Beni culturali Italiani.